# ۲۳۰ (قمری)
۲۳۰ (قمری)، دویست و سی‌امین سال در گاهشماری هجری قمری است. اول محرم این سال برابر با بیست و دوم سپتامبر سال ۸۴۴ میلادی است.